# Sasha Jackson
Sasha Jackson (* 1. August 1988 in Old Windsor, Berkshire, England) ist eine britische Schauspielerin.

## Leben
Die in Los Angeles wohnende Sasha Jackson spielt häufig in US-amerikanischen Filmen wie Die Hexen von Oz von Leigh Scott neben Billy Boyd, Sean Astin, Lance Henriksen und Christopher Lloyd oder Rita Rockt und auch Fernsehserien wie One Tree Hill oder Ehe ist… Seit 2003 war sie in rund 30 Produktionen zu sehen.

## Filmografie (Auswahl)
- 2009: Rita Rockt (Rita Rocks)
- 2009–2012: One Tree Hill (One Tree Hill)
- 2010: Ehe ist… (’Til Death)
- 2011: Die Hexen von Oz (The Witches of Oz)
- 2011: Blue Crush 2 – No Limits (Blue Crush 2)
- 2012: CSI: Den Tätern auf der Spur (CSI: Crime Scene Investigation)
- 2012: Dorothy and the Witches of Oz (Dorothy and the Witches of Oz)
- 2012: Navy CIS: L.A. (NCIS: Los Angeles)
- 2014: The Formula
- 2015: Die November-Regel (November Rule)
- 2015: Dominion
- 2016: Jarhead 3 – Die Belagerung (Jarhead: The Siege)
- 2016 The Perfect Weapon